# Aristion
Aristion (altgriechisch Ἀριστίων, Genitiv Ἀριστίωνος Aristionos) ist ein griechischer, männlicher Vorname.

## Herkunft und Bedeutung
Der Name ist altgriechischen Ursprungs und bedeutet ‚der Tüchtigste‘.

## Varianten
- Deutsch: Ariston

## Namenstag
22. Februar Aristion (Märtyrer), Märtyrer zu Salamis oder Alexandria

## Bekannte Namensträger
- Aristion von Paros (6. Jahrhundert v. Chr.), griechischer Bildhauer
- Aristion (Schauspieler) († um 265 v. Chr.), griechischer Schauspieler aus Troizen
- Aristion, der athenische Archon Eponymos im Jahre 421/20 v. Chr.
- Aristion (Tyrann) († 86 v. Chr.), Tyrann von Athen 88–86 v. Chr. und epikureischer Philosoph
- Aristion (Mediziner) (1. Jahrhundert v. Chr.), antiker Chirurg aus Alexandria
- Aristion (Märtyrer), nach Papias von Hierapolis ein weiterer Jünger Jesu.
- Tiberius Claudius Aristion (um die Wende vom 1. zum 2. Jahrhundert n. Chr.), reicher Bürger der Stadt Ephesos
- Besitzer bekannter Grabmale, siehe Grabstele des Aristion und Grabbezirk des Aristion aus Ephesos